# Taylor Sheridan
Taylor Sheridan (geboren als Sheridan Taylor Gibler, Jr. am 17. Juli 1969 oder 21. Mai 1970 in Cranfills Gap, Bosque County, Texas) ist ein US-amerikanischer Drehbuchautor, Regisseur und Schauspieler, der im Rahmen der Oscarverleihung 2017 für seine Arbeit für den Film Hell or High Water für einen Oscar nominiert wurde.

## Leben und Karriere
Sheridan wuchs auf einer Ranch in Cranfills Gap, Texas, auf, die seine Familie schließlich verlor. Er zog nach Kalifornien, um Schauspieler zu werden, und gab sein Debüt 1995 als Nebendarsteller in einer Folge der Fernsehserie Walker, Texas Ranger. Nach fast 13 Jahren in kleineren Rollen spielte Sheridan zwischen 2008 und 2010 in 21 Episoden der Serie Sons of Anarchy den nicht korrumpierbaren Deputy Chief David Hale.
Mit dem 2015 erschienenen Film Sicario über den Krieg gegen mexikanische Drogenkartelle gab Sheridan sein Debüt als Drehbuchautor. Auch sein zweiter Film Hell or High Water, von Regisseur David Mackenzie, wurde ein Erfolg. Sheridan übernahm darin die Nebenrolle eines Cowboys. Das Drehbuch zum Film, in dem Sheridan klassische Western-Motive in eine Geschichte aus der Gegenwart einflocht, wurde von Kritikern als eines der besten des Filmjahres 2016 gefeiert. Sheridan wurde dafür mehrfach ausgezeichnet und sowohl für den Golden Globe als auch den Oscar als Bester Drehbuchautor nominiert.
Das Drehbuch von Hell or High Water hatte Sheridan bereits 2010, noch vor Sicario, geschrieben und es direkt an die Black List, die Liste von Hollywoods beliebtesten unverfilmten Drehbüchern, geschickt. Es wurde angenommen und verkauft, was für Sheridan den Durchbruch als Drehbuchautor bedeutete. Die Produktion des Films verzögerte sich jedoch mehrmals. In der Zwischenzeit schrieb und verkaufte Sheridan das Drehbuch zu Sicario, das dann auch zuerst produziert wurde.
Sein Regiedebüt gab Sheridan 2017 mit Wind River, für den er wiederum das Drehbuch schrieb. Laut Sheridan waren die Motivation für Wind River die zahllosen Fälle von sexueller Gewalt gegenüber Frauen in den US-Indianerreservaten.
Als Drehbuchautor arbeitete Sheridan zuletzt an Sicario 2, der im Jahr 2018 in die Kinos kam, und gemeinsam mit Michael Koryta an They Want Me Dead, ein Thriller, bei dem er auch Regie führte und der im Oktober 2020 in die Kinos kam.
Ende Juni 2017 wurde Sheridan zum Mitglied der Academy of Motion Picture Arts and Sciences ernannt.
Sheridan fungiert seit 2017 als Drehbuchautor, Produzent und Regisseur für die am 20. Juni 2018 auf Paramount Network erschienene Serie Yellowstone. Die von ihm ebenfalls erdachte Prequelserie zu Yellowstone, die Fernsehserie 1883, wurde im Dezember 2021 in das Programm von Paramount+ aufgenommen. Im Dezember 2022 folgte mit 1923 ein zweites Spin-Off der Serie.

## Filmografie (Auswahl)
Als Schauspieler
- 2008–2010: Sons of Anarchy (Fernsehserie, 21 Episoden)
- 2018: Operation: 12 Strong (12 Strong)
- 2018–2024: Yellowstone (Fernsehserie, 10 Episoden)
- 2022: 1883 (Fernsehserie, 2 Episoden)
- 2023–2024: Special Ops: Lioness (Fernsehserie, 2 Episoden)

Als Regisseur
- 2011: Pain
- 2017: Wind River
- 2018 – 2024: Yellowstone (Fernsehserie, 12 Episoden)
- 2021: They Want Me Dead (Those Who Wish Me Dead)
- 2021–2024: Mayor of Kingstown (Fernsehserie, 2 Episoden)
- 2022: 1883 (Fernsehserie, 1 Episode)
- 2023–2024: Special Ops: Lioness (Fernsehserie, 2 Episoden)
- 2024: Landman (Fernsehserie, 2 Episoden)

Als Drehbuchautor
- 2015: Sicario
- 2016: Hell or High Water
- 2017: Wind River
- 2018: Sicario 2 (Sicario: Day of the Soldado)
- 2018–2024: Yellowstone (Fernsehserie)
- 2019: The Last Cowboy (Fernsehsendung)
- 2021: Tom Clancy’s Gnadenlos (Tom Clancy’s Without Remorse)
- 2021: They Want Me Dead (Those Who Wish Me Dead)
- 2021–2024: Mayor of Kingstown (Fernsehserie)
- 2022: 1883 (Fernsehserie, 10 Episoden)
- 2022–2024: Tulsa King (Fernsehserie)
- 2022: 1923 (Fernsehserie)
- 2023–2024: Special Ops: Lioness (Fernsehserie, 16 Episoden)
- 2024: Landman (Fernsehserie, 10 Episoden)

## Auszeichnungen (Auswahl)
Directors Guild of America Award
- 2018: Nominierung für die Beste Debütregie (Wind River)[9]

Golden Globe Award
- 2017: Nominierung für das Beste Drehbuch (Hell or High Water)[10]

Internationale Filmfestspiele von Cannes
- 2017: Auszeichnung mit dem Prix de la mise-en-scene (Regiepreis) der Sektion  Un Certain Regard (Wind River)
- 2017: Nominierung für die Caméra d’Or (Wind River)[11][12]

Oscar
- 2017: Nominierung für das Beste Originaldrehbuch (Hell or High Water)[13]

Saturn Award
- 2017: Nominierung für das Beste Drehbuch (Hell or High Water)[14]

Spur Award
- 2018: Auszeichnung in der Kategorie Best Western Drama Script (Wind River)

Writers Guild of America Award
- 2022: Nominierung in der Kategorie Episodic Drama (1883)[15]